# Chanel Miller
Pour les articles homonymes, voir Miller.
Chanel Miller, de son nom chinois Zhang Xiao Xia (chinois : 张小夏 ), est une écrivaine américaine née le 12 juin 1992 à Palo Alto (Californie). Elle est connue pour avoir été victime d'un viol survenu sur le campus de l'université Stanford dans la nuit du 17 au 18 janvier 2015. Appelée Emily Doe dans les documents judiciaires et les reportages des médias pour son anonymat, elle écrivit une déclaration de la victime qui devint virale après avoir été publiée en ligne par Buzzfeed. En septembre 2019, elle renonça à son anonymat et publia le best-seller Know My Name (en), un recueil de mémoires, traduit immédiatement en plusieurs langues. On lui attribue le mérite d'avoir suscité un débat national aux États-Unis sur le traitement des cas d'agression sexuelle, de viols, et des victimes.

## Biographie
Chanel Miller naquit en juin 1992 à Palo Alto, en Californie. Sa mère émigra de Chine pour devenir écrivaine et son père est un thérapeute à la retraite. Son nom chinois est Zhang Xiao Xia (张小夏 ; petit été). Elle a une sœur cadette. Elle étudia au College of Creative Studies, de l'université de Californie à Santa Barbara, où elle obtint en 2014 un diplôme en littérature.
Le soir du 17 janvier 2015, Chanel Miller accompagna sa sœur à une fête étudiante à l'université Stanford. Vers 1 heure du matin, deux étudiants de Stanford la trouvèrent inconsciente derrière une benne à ordures, avec un autre étudiant de Stanford, Brock Turner, 19 ans, en train de la violer. Lorsque l'agresseur tenta de s'enfuir, les deux autres jeunes hommes l'attrapèrent et l'immobilisèrent au sol jusqu'à l'arrivée des policiers. Brock Turner fut arrêté et mis en accusation pour cinq chefs d'accusation de viol. En 2016, il fut reconnu coupable de trois de ces accusations et condamné à six mois d'emprisonnement, libéré au bout de trois, peine qui suscita l'indignation en raison de sa clémence.
La déclaration de la victime écrite par Chanel Miller (appelée Emily Doe dans les documents judiciaires et les reportages des médias pour son anonymat) fut publiée sur internet par Buzzfeed le 3 juin 2016, le lendemain de la condamnation de Turner. En septembre 2019, Miller renonça à son anonymat et publia un mémoire intitulé Know My Name. Le livre devint un best-seller,,,. Il est publié en France sous le titre J'ai un nom (en).

## Œuvres
- J'ai un nom
- Magnolia Wu Unfolds It All (en)